# 妖怪倶楽部
『妖怪倶楽部』（ようかいくらぶ、Yokai Club）は、トーセが開発しジャレコより1987年5月19日に発売されたファミリーコンピュータ用アクションゲームである。

## 概要
縦または横スクロールのアクションゲーム。ゲームの目的は超能力少年「あきら」を操作し、現代によみがえった妖怪の親玉を倒して人間界を混乱から救うことである。
同時期に発売されたジャレコのゲームソフトとしては『ミシシッピー殺人事件』（前年10月31日発売）や『燃えろ!!プロ野球』（同年6月26日発売）などがある。このうち後者と本作は関連があり、『燃えろ!!プロ野球』が売れてカセットの在庫が無くなったため、妖怪倶楽部のカセットを流用したという逸話がある（そのため初期のカセットは赤、妖怪倶楽部から流用したカセットは黒である）。
本作でパッケージイラストを手がけた爬沼晻は同年に同社から発売された『バイオ戦士DAN インクリーザーとの闘い』などでもパッケージイラストを担当した。

## ゲーム内容

### システム
ライフ制のアクションゲームで、ライフメーターの下にプレイヤーの「経験値」を表すメーターがある。この経験値が一定の値になるごとに主人公の飛び道具がパワーアップするシステムになっている。
本作には残機（プレイヤーストック）の概念は無く、通常はライフが無くなるとその場でゲームオーバーになる。またコンティニュー機能も無く、ゲームオーバーになったらゲームはそこで完全に終了となる。
ただしライフが無くなっても一定の条件を満たしていればその場で復活でき、穴に落ちた場合もステージの最初からやり直す事ができる。また、序盤のステージに限りクリア条件を満たすとパスワードが表示される。ただしパスワードで途中からはじめた場合も経験値ゼロからのスタートとなる。
全6ステージで2周目以降はなく、最終ステージをクリアすると簡素なエンディングののち終了となる。

### 武器
Bボタンで使える武器は以下の3種類。
サイコスティンガー
スタート時から使用可能なナイフ型の飛び道具。飛ぶスピードが遅く射程の制限があるが、3連射が可能。
サイコキネシス
白い気弾のような飛び道具。経験値が一つめの長い目盛りに達すると使用可能になる。射程はサイコスティンガーとあまり変わらないが、飛ぶスピードが速く威力も高い。
サイコフレアー
赤い火の玉のような飛び道具。経験値が二つめの長い目盛りに達すると使用可能になる。威力はサイコキネシスよりも高く、画面の端まで届く。

### アイテム
登場するアイテムは以下のとおり。一定時間効果が持続するアイテムの場合、その効果時間中は他のアイテムが見えなくなり取ることも出来なくなるので、使いどころや取るタイミングには注意が必要になる。

#### ストックして使用するアイテム
ポーズ時に十字キーの左右で選択し、ポーズ解除後十字キー上＋Bボタンで使用する。
フラッシュ
懐中電灯のようなアイテム。使うと一定時間画面がまぶしく光り、敵の動きを止めることができる。ボスには効かない。
バクダン
導火線のついた丸い爆弾型のアイテム。使うと画面上の敵すべてにダメージを与えられる。並みのザコキャラであれば一撃で倒すことが可能。
テレキネシス
人差し指を突き出した手のようなアイテム。特定の場所で道を塞ぐブロックに対して使うアイテムで、ブロックを跳ね飛ばして道を開くことができる。使うと一定量の経験値を消費する。
スーパーアイ
眼鏡のようなアイテム。使うと背景に隠れて襲いかかる特定の敵が姿を現し、倒せるようになる。効果は一定時間で切れる。

#### 取るだけで効果を発揮するアイテム
経験値の素
ボスキャラを含め、殆どの敵が落としていく赤い球状のアイテム。取ると1ポイント～数ポイントの経験値（敵により異なる）が加算される。32ポイント貯めるごとに経験値の目盛りが一つ分伸びる。
経験値ブック
名前どおり本型のアイテム。一つ取るだけで目盛り一つ分経験値が増える。
パワーアップ
「POW」の文字が書かれたアイテム。ライフ回復アイテムで、取るとメーターが全回復する。
薬ビン
名前どおり瓶型のアイテム。取るとあきらが念力バリアを纏って赤く光りだし、一定時間敵の攻撃をすり抜けられるようになる。
分身の術
星型のアイテム。取ると一定時間あきらに2つの残像がつく。あきらが攻撃すると残像も一緒に攻撃するので、通常の3倍の量の武器を放つことができる。
流れ星
名前どおりの形のアイテム。取ると一定時間、あきらの移動速度が上昇する。
カギ
ステージのボスを倒すと出現。出口から次のステージに進むのに必要。

## 設定

### ストーリー
199X年、人間界に破滅の危機が迫っていた。海底火山の爆発により5000年の眠りから目覚めた妖帝ガルスが人間界征服を目論み、滅亡した世界各地の妖怪たちをよみがえらせて人間界へと侵攻を開始したのだ。首都・東京が大パニックに陥る中、平凡な少年あきらも妖怪軍団の精鋭、妖帝親衛隊の襲撃を受ける。あきらが親衛隊の手にかからんとしたその時、あきらの中に秘められた力が親衛隊を粉砕した。彼こそ5000年前、妖帝ガルスを封じ込めた超能力戦士の末裔だったのだ。自らに秘められた超能力を知り、あきらは妖怪と戦い人間界を救うことを決意。敵の本拠地、妖魔奇城へ単身のり込んでいったのだった。

### ステージ紹介
ステージ1 顔屋敷（かおやしき）
縦スクロール面で構成されたステージ。背景には一面に顔の彫刻が並んでおり、その中には主人公に襲い掛かってくるものもある。
ステージ2 妖怪の森（ようかいのもり）
その名のとおり森のような場所を進む横スクロール面主体のステージ。皿をばらまく中ボス「お菊」の出てくる井戸には入ることができ、この中にカギを守るボスがいる。
ステージ3 雲の回廊（くものかいろう）
3つの横スクロール面で構成されたステージ。石造りの通路が続き、最後の場面に辿り着くまで雲は出てこない。要所要所に穴があり、穴を渡ったとたん敵が襲ってくる場合が少なくないので、ジャンプには細心の注意を要する。
ステージ4 骨の都（ほねのみやこ）
横スクロール面主体のステージ。前半は巨大な恐竜のような生物の白骨の上を進み、後半は人骨が敷き詰められた通路を進む。見た目にわかりづらい隠し入口・隠し部屋が数箇所に存在し、それらを見つけないと先へ進めない。
ステージ5 達磨館（だるまやかた）
縦スクロール面主体のステージ。ステージボスが達磨であるというだけで、背景に達磨に因んだ装飾などは一切ない。
ステージ6 迷宮（めいきゅう）
専用BGMで展開する最終ステージ。名前の通り縦スクロール・横スクロール面や隠し部屋が複雑に繋がっていて迷いやすく、タイムオーバーに注意が必要。

## 登場キャラクター
本作のキャラクターを記述する。

### 主人公・味方キャラクター
あきら
本作の主人公。
復活の蝶(ふっかつのちょう)
あきらが倒れたとき、一定の条件を満たしていると現れる蝶。経験値と引き換えに、あきらに体力を注入してくれる。

### 敵キャラクター

#### 雑魚キャラクター
コウモリ
全ステージに登場。∞の軌跡を描くように飛来してくる。縦スクロール面では狙いを定めにくい。
ユウレイ
横スクロール面で登場。プレイヤーを追尾してくる。
ヒトダマ
ユウレイが弾として飛ばしてくるもので、あきらに向かってじりじりと迫ってくる。武器で相殺できるが、破壊しても経験値の素は落とさない。ユウレイが飛ばしてくる場合のほか、ヒトダマのみで出現する場合もある。
ガイコツ
妖帝ガルスに操られたしゃれこうべ。横スクロール面では、単独で跳ねるように動いたり波形に動いたりとさまざまな軌道で飛んでくる。また縦スクロール面では、画面上部より8の字のような軌跡を描きながら編隊を組んで飛んでくる。
炎(ほのお)
地面や穴の中で燃えている火柱。普段は短いが、一定間隔で上方へ吹き上がってくる。破壊不可能で、あきらの攻撃は全てすり抜ける。
ペロリンガ
ステージ1に登場。動きはしないが、ビーム状の長い舌を出して攻撃してくる。
人面岩(じんめんいわ)
ステージ1に登場。背景に紛れ込んでいるが、近づくと襲い掛かってくる。
ゴブリン
ステージ1に登場。一直線状に歩いてくる小柄な敵。
化けナマズ(ばけナマズ)
ステージ2に登場。あきらに反応して水の中から飛び出してくる。
鬼ババ(おにババ)
ステージ2に登場。空中を浮遊し、火の玉を吐き出してくる。
フォックスJr(フォックスジュニア)
ステージ2に登場。九尾の狐の子孫であるキツネ。ピョンピョン飛び跳ねながら、あきらに向かってくる。
お菊(おきく)
ステージ2の中ボス的存在。井戸の中から現れ、皿をまき散らしてくる。
ロックマン
ステージ2に登場。一見岩石が積み重なっただけのようだが、あきらが接近すると人型になり岩石を投げてくる。株式会社カプコンより発売の同名のゲームおよびその主人公キャラとは一切無関係。
ろくろ
ステージ2に登場。体を破壊すると、首だけのろくろ頭(ろくろあたま)になり襲い掛かってくる。
さかさ男(さかさおとこ)
ステージ2に登場。ピエロの血をひく妖怪 で、大ジャンプでこちらに向かってくる。「フラッシュ」や「バクダン」を使わなければ倒す事ができない。倒すと経験値ブックを落とす。
バックベアード
ステージ2終盤に登場。小さな雲から覗く目玉。画面中央から突如出現し、高速で左右に飛びながら雷状の弾を撃ってくる。また、副官ガインが呼び出してくる。
スパークファイア
画面下方に固定されている炎の塊。近づくと四つに分裂し、上方へ放物線を描いて飛び散る。
天狗(てんぐ)
空中を飛び、うちわから風を放ってくる。
カミナリ
ステージ3に登場。雲に乗って現れ、雷状の弾を撃ってくる。
タランチュラ
ステージ3に1体だけ登場。大ジャンプしながら、こちらに向かってくる。
魔法使い(まほうつかい)
箒に乗った魔女。空中を飛びながら、地面に落ちると一定時間燃え続ける弾を落としてくる。
ミイラマン
ミイラの敵。一直線にこちらに歩いてくる。
ゴーストハンド
ステージ6に登場。画面の裏側にいる手の平。「スーパーアイ」が無ければ攻撃できないが、倒せば経験値ブックを落とす。
手まり(てまり)
ステージ6に登場。その場でピョンピョンと飛び跳ねている。
リザードヘッド
ステージ6に登場。頭だけしかないトカゲ。上下に動きながら弾を吐いてくる。
ムカデ
ステージ6に登場。舌のようなものを伸ばして攻撃してくる他、攻撃を受けると頭と胴体が分裂し、その後元に戻る。2回攻撃すると倒す事ができる。
死の蝶(しのちょう)
タイムアップ時に出現し、あきらを追い回す蝶。無敵キャラであり、プレイヤーがどのような状況でも触れたら即死。

#### ボスキャラクター
黒魔術師(くろまじゅつし)
ステージ1のボス。大ジャンプを織り交ぜて動き、時おり前方へ呪いの矢を2連発で放って攻撃してくる。
炎のピューマ(ほのおのピューマ)
ステージ2のボス。豹の姿をした炎。ジャンプで左右に大きく跳び回り、体当たりしてくる。
風神(ふうじん)
ステージ3のボス。素早く飛び回り、わきに抱えた袋から風を放ってくる。
死神(しにがみ)
ステージ4のボス。大鎌を振るい、上空から急降下で体当たりしてくる。
達磨(だるま)
ステージ5のボス。妖帝ガルスに魂を売ったことで手足を授かった達磨。小さな達磨を転がして攻撃してくるが、体力が減るとばね仕掛けの足を生かし、大きくジャンプして体当たりしてくる。
妖怪ピエロ(ようかいピエロ)
ステージ6のボス。玉乗り→ジャグリング→火の輪攻撃と、残り体力に応じて3つの攻撃形態を駆使して襲ってくる。
副官ゼラン(ふくかんゼラン)
妖帝ガルスの副官の一人。巨大なコウモリ男のような姿の敵で、ステージ2の最後に登場する。目が弱点で、片目をつぶすと炎のピューマを復活させて仕向けてくる。炎のピューマを倒したあとでもう片方の目を攻撃すれば倒すことができる。口からはコンスタントにコウモリを吐き出してくる。
副官ガイン(ふくかんガイン)
妖帝ガルスの副官の一人。ステージ4の最後に登場する。姿・弱点ともにゼランと同じで攻撃方法も似ているが、口からはガイコツを吐き出し、片目をつぶすとバックベアードを呼び出す。
妖帝王ガルス(ようていおうガルス)
ステージ6の最後に登場する、本作の最終ボス。巨大なタコのような怪物で、ガイコツ→ロックマン→死神の順で手下の妖怪を次々と召喚する。死神が倒されると影のあきら(かげのあきら)を召喚してくる。副官たちと同じく目が弱点。

## 移植版
| No. | タイトル                             | 発売日       | 対応機種        | 開発元             | 発売元             | メディア     | 備考 | 出典              |
| --- | ------------------------------------ | ------------ | --------------- | ------------------ | ------------------ | ------------ | ---- | ----------------- |
| 1   | ジャレコレ ファミコン編： 妖怪倶楽部 | 2024年8月8日 | Nintendo Switch | シティコネクション | シティコネクション | ダウンロード |      | [ 4 ] [ 5 ] [ 6 ] |

Nintendo Switch版
シティコネクションがジャレコのファミリーコンピュータ用ソフトを移植するプロジェクト「ジャレコレ ファミコン編」シリーズの1作品として配信。「ジャレコレ」共通の機能のほか、本作独自の機能として、獲得した経験値をより詳細に可視化する「サイコEXPメトリー」、ボスの体力ゲージを見る事のできる「サイコBOSSスキャン」、一定時間で効果が切れるアイテムの持続時間を可視化する「アイテムタイマー」といった機能を搭載している。アイテム「フラッシュ」使用時などの画面の点滅は控えめなものへと修正されている。

## 評価
ゲーム誌『ファミコン通信』の「クロスレビュー」では合計23点（満40点）、『ファミリーコンピュータMagazine』の読者投票による「ゲーム通信簿」での評価は以下の通り15.92点（満30点）となっている。
| 項目 | キャラクタ | 音楽 | 操作性 | 熱中度 | お買得度 | オリジナリティ | 総合  |
| 得点 | 2.73       | 2.69 | 2.70   | 2.64   | 2.51     | 2.65           | 15.92 |